# Jonathan González (football, 1999)
Pour les articles homonymes, voir Jonathan González.
Jonathan González, né le 13 avril 1999 à Santa Rosa (États-Unis), est un footballeur international mexicain, qui joue au poste de milieu de terrain au CF Monterrey.

## Biographie

### Carrière en sélection
Avec les moins de 20 ans, il participe au championnat de la CONCACAF des moins de 20 ans en 2017. Lors de cette compétition, il ne joue qu'un seul match, contre Saint-Christophe-et-Niévès. Les États-Unis remportent le tournoi en battant le Honduras en finale après une séance de tirs au but.
Il joue son premier match avec l'équipe du Mexique le 31 janvier 2018, en amical contre la Bosnie-Herzégovine (victoire 1-0).

## Palmarès
- Vainqueur du championnat de la CONCACAF des moins de 20 ans en 2017 avec l'équipe des États-Unis des moins de 20 ans
- Vainqueur de la Coupe du Mexique en 2017 (Ouverture) avec le CF Monterrey